# Clavilispinus prolixus
Clavilispinus prolixus är en skalbaggsart som först beskrevs av Leconte 1877.  Clavilispinus prolixus ingår i släktet Clavilispinus och familjen kortvingar. Inga underarter finns listade i Catalogue of Life.